# Ali Hazelwood
Ali Hazelwood és el pseudònim d'una autora de novel·les romàntiques i professora de neurociència italiana. La majoria de les seves obres se centren en les dones en el món acadèmic i les STEM. La seva novel·la debut, La hipòtesi de l'amor, va ser un best-seller del New York Times.